# Vladimir Pavlenko
Vladimir Fedorovič Pavlenko (in russo Владимир Федорович Павленко?; Tallinn, 30 luglio 1953 – Minsk, 13 febbraio 2023) è stato uno schermidore sovietico, vincitore di una medaglia d'argento ai campionati mondiali di scherma.